# Vojislav Kecmanović
Vojislav Kecmanović (Čitluk, 1881 – Sarajevo, 25 marzo 1961) è stato un politico bosniaco, fu il primo presidente della Repubblica Socialista di Bosnia ed Erzegovina.

## Biografia
Partecipò attivamente alla lotta di liberazione del suo paese e fu presidente dello ZAVNOBiH, cui la prima seduta si tenne il 25 novembre 1943, oggi celebrata con la Festa nazionale bosniaca.
Lo ZAVNOBiH, ovvero il Consiglio Antifascista di Stato per la Liberazione Popolare della Bosnia-Erzegovina, ebbe un ruolo dominante nella lotta di liberazione bosniaca, durante la seconda guerra mondiale di cui la Bosnia Erzegovina fu uno dei paesi più coinvolti.